# Ô nhiễm nhiệt

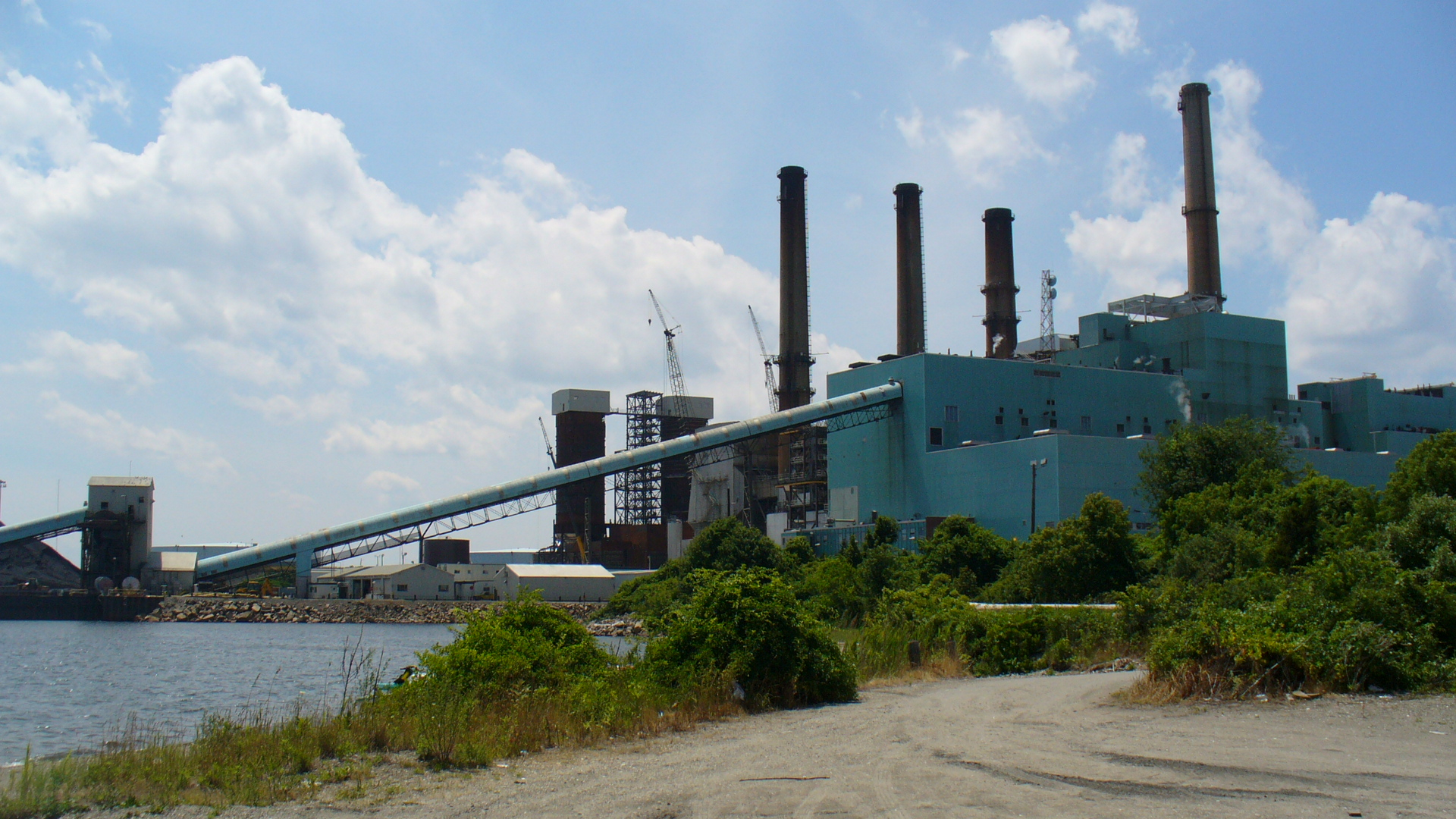
Nhà máy năng lượng Brayton Point ở Massachusetts, xả nước nóng ra Vịnh Mount Hope. Nhà máy đã ngừng hoạt động vào tháng 6 năm 2017

Ô nhiễm nhiệt là hiện tượng suy giảm chất lượng nước do một hay nhiều quá trình làm thay đổi nhiệt độ nước xung quanh. Nguyên nhân phổ biến của ô nhiễm nhiệt là do các nhà máy điện và nhà máy sản xuất công nghiệp sử dụng nước như một chất làm mát. Các nguyên nhân khác dẫn đến hiện tượng ô nhiễm nhiệt bao gồm xói mòn đất. Điều này sẽ làm mực nước dâng cao và tạo ra sự tiếp xúc của nước với ánh sáng mặt trời. Khi nước được sử dụng làm chất làm mát được đưa trở lại môi trường tự nhiên ở nhiệt độ cao hơn, sự thay đổi nhiệt độ đột ngột sẽ làm giảm nồng độ DO (oxy hòa tan) trong nước và ảnh hưởng đến thành phần hệ sinh thái. Cá và các sinh vật khác chỉ thích nghi được trong môi trường có phạm vi nhiệt độ cụ thể, sẽ chết do nhiệt độ nước thay đổi đột ngột (tăng hoặc giảm nhanh) được gọi là "sốc nhiệt".
Dòng chảy đô thị - lượng nước mưa được tạo ra từ các cơn mưa nặng hạt hoặc tuyết sẽ đường và bãi đậu xe ngập nước - cũng có thể xem là nguyên nhân nhiệt độ nước tăng cao.

## Hiệu ứng sinh thái

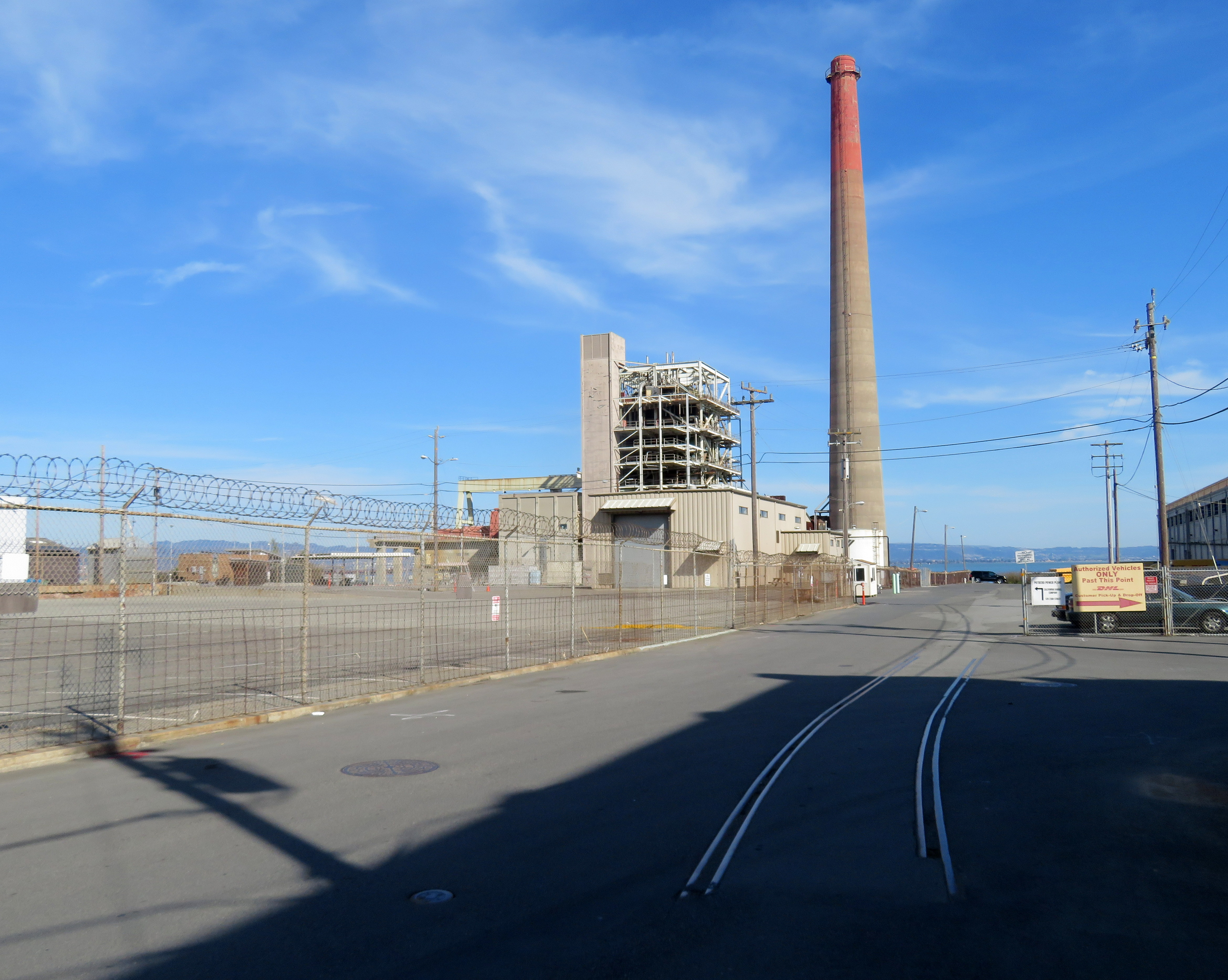
Trạm phát điện Potrero xả nước nóng vào Vịnh San Francisco. Nhà máy đã đóng cửa vào năm 2011.

### Hiệu ứng nước nóng
Nhiệt độ tăng cao thường làm giảm khả năng hòa tan của oxy trong nước, vì trong lòng chất lỏng, nhiệt độ càng cao thì khí càng ít hòa tan. Điều này có thể gây hại cho động vật sống dưới nước như cá, động vật lưỡng cư và các sinh vật sống dưới nước khác. Ô nhiễm nhiệt cũng có thể làm tăng tốc quá trình trao đổi chất của động vật thủy sản, do hoạt động của enzym, dẫn đến việc những sinh vật này tiêu thụ nhiều thức ăn trong khoảng thời gian ngắn hơn so với bình thường. Tỷ lệ trao đổi chất tăng lên có thể dẫn đến việc tài nguyên bị cạn kiệt; những sinh vật có khả năng thích nghi cao, di chuyển đến những nơi như vậy sẽ có thể có lợi thế hơn những sinh vật không quen với nhiệt độ ấm. Kết quả là, chuỗi thức ăn của môi trường cũ và mới có thể bị tổn hại. Một số loài cá sẽ tránh các đoạn suối hoặc các khu vực ven biển tiếp giáp với dòng thải nhiệt. Do đó, đa dạng sinh học có thể bị giảm sút.
Nhiệt độ cao hạn chế sự phân tán của oxy vào vùng các vùng nước sâu, góp phần tạo ra điều kiện yếm khí (điều kiện thiếu oxy). Quá trình này có thể dẫn đến lượng vi khuẩn tăng lên vì xuất hiện nhiều nguồn cung cấp thực phẩm cho chúng. Nhiều loài thủy sinh sẽ không thể sinh sản ở nhiệt độ cao.
Các sinh vật sản xuất sơ cấp (ví dụ: thực vật, vi khuẩn lam) bị ảnh hưởng bởi nước ấm vì nhiệt độ nước cao hơn làm tăng tốc độ phát triển của thực vật, đồng thời tuổi thọ ngắn hơn và số lượng loài cũng như số cá thể trong một loài tăng lên quá mức. Nhiệt độ tăng cũng có thể thay đổi sự cân bằng phát triển của vi sinh vật, bao gồm cả tốc độ tảo nở hoa làm giảm nồng độ oxy hòa tan.
Sự thay đổi nhiệt độ từ 1-2 độ C cũng có thể gây ra những thay đổi đáng kể trong quá trình trao đổi chất của sinh vật và các tác động bất lợi đến các tế bào khác. Những thay đổi xấu, chính có thể bao gồm việc làm cho thành tế bào ít thẩm thấu hơn mức cần có, đông tụ các protein tế bào và thay đổi dãy chuyển hóa enzym. Những tác động ở cấp độ tế bào này có thể ảnh hưởng xấu đến tỷ lệ tử vong và sinh sản.
Sự gia tăng nhiệt độ lớn có thể dẫn đến sự biến tính của các enzim hỗ trợ sự sống bằng cách phá vỡ các liên kết hydro- và đi-sulfide trong cấu trúc bậc bốn của enzym. Sự suy giảm hoạt động của enzyme trong các sinh vật thủy sinh có thể gây ra các vấn đề như không có khả năng phân hủy lipid, dẫn đến hiện tượng suy dinh dưỡng. Nhiệt độ nước tăng cũng có thể làm tăng độ hòa tan và động học của kim loại, cũng như làm tăng sự hấp thụ kim loại nặng của các sinh vật sống dưới nước. Điều này có thể dẫn đến việc các loài bị nhiễm độc hại. Ngoài ra, một hậu quả khác là tích tụ kim loại nặng ở các mức dinh dưỡng cao hơn trong các chuỗi thức ăn, làm tăng sự phơi nhiễm qua đường ăn uống của con người.
Trong một số trường hợp hiếm thấy, nước ấm có ít ảnh hưởng có hại và thậm chí có thể dẫn đến cải thiện chức năng được chỉ định của hệ sinh thái thủy sinh. Hiện tượng này được thấy đặc biệt ở các vùng nước theo mùa. Một trường hợp khác hoàn toàn cũng bắt nguồn từ tổng hợp các thói quen của lợn biển, chúng thường sử dụng các vị trí phóng điện của nhà máy điện trong mùa đông. Các dự đoán cho rằng quần thể lợn biển sẽ giảm khi loại bỏ các chất thải này

### Hiệu ứng nước lạnh
Việc xả nước lạnh bất thường từ các hồ chứa có thể làm thay đổi đáng kể loài cá và các hệ động vật không xương sống sinh trưởng ở các con sông, và làm giảm năng suất của sông. Ở Úc, nơi nhiều con sông có chế độ nhiệt độ cao hơn, các loài cá bản địa đã bị loại bỏ và hệ động vật không xương sống bị thay đổi nghiêm trọng. Một trong những giải pháp tối ưu được đưa ra chính là thiết kế con đập giải phóng nước trên bề mặt ấm hơn thay vì nước lạnh hơn ở dưới đáy hồ chứa.

### Hiện tượng sốc nhiệt (Thermal shock)
Khi nhà máy điện lần đầu tiên mở hoặc đóng cửa để sửa chữa hoặc các nguyên nhân khác, cá và các sinh vật khác thích nghi với phạm vi nhiệt độ cụ thể có thể bị chết do nhiệt độ nước thay đổi đột ngột, tăng hoặc giảm, được gọi là "sốc nhiệt"

## Nguyên nhân và giải pháp cho hiện tượng ô nhiễm nhiệt

### Nước thải công nghiệp
Tại Hoa Kỳ, khoảng 75 đến 82% các trường hợp ô nhiễm nhiệt được tạo ra bởi các nhà máy điện. Phần còn lại là từ các nguồn công nghiệp như nhà máy lọc dầu, nhà máy giấy và bột giấy, nhà máy hóa chất, nhà máy thép và lò luyện. Nước nóng từ các nguồn này có thể được kiểm soát bằng:
- Ao làm mát, các khối nước nhân tạo được thiết kế để làm mát bằng bay hơi, đối lưu và bức xạ
- Tháp giải nhiệt, truyền nhiệt thải vào khí quyển thông qua bay hơi và/hoặc truyền nhiệt
- Đồng phát, quá trình mà nhiệt thải được tái chế cho các mục đích sưởi ấm sinh hoạt và/hoặc công nghiệp.[11]

Một số cơ sở sử dụng hệ thống làm mát một lần (OTC), hiệu quả của việc giảm nhiệt độ không tốt như các hệ thống trên. Ví dụ, Trạm phát điện Potrero ở San Francisco (đóng cửa năm 2011), đã sử dụng OTC và xả nước ra Vịnh San Francisco cao hơn nhiệt độ xung quanh vịnh khoảng 10 °C (20 ° F).

### Dòng chảy đô thị
Do thời tiết nóng, dòng chảy đô thị có tác động nhiệt đáng kể đến các dòng suối nhỏ, khi nước mưa tràn qua các bãi đậu xe, đường và vỉa hè dưới trời nóng. Các cơ sở quản lý nước mưa sẽ hấp thụ dòng chảy hoặc dẫn trực tiếp vào nước ngầm, chẳng hạn như hệ thống lọc sinh học và lưu vực thấm, làm giảm các hiệu ứng nhiệt. Các hệ thống quản lý dòng chảy được đề cập ở trên là một phần của cách tiếp cận thiết kế đô thị mở rộng thường được gọi là cơ sở hạ tầng xanh.
Các lưu vực lưu trữ (ao nước mưa) thường được nhận xét là kém hiệu quả hơn trong việc giảm nhiệt độ dòng chảy, vì nước có thể được làm nóng bằng ánh nắng mặt trời trước khi thải ra nơi tiếp nhận (dòng tiếp nhận).